# Tonkinomys daovantieni
Tonkinomys daovantieni є видом пацюків з В'єтнаму.

## Поширення й екологія
Цей вид відомий лише з типової місцевості у В'єтнамі: село Лан Дат, природний заповідник Хуу Ліен, провінція Ланг Сон на висоті 150 метрів. Його розподіл у цьому заповіднику, ймовірно, нерівний. Ймовірно, він зустрічається у відповідних лісистих місцях проживання в карстових ландшафтах північного В'єтнаму і, можливо, навіть у південному Китаї.
Цей вид був зібраний з осипів, що складаються з великих вапнякових блоків у лісистих баштових карстових ландшафтах. В основному він веде нічний спосіб життя, але активний і вдень, і включає в свій раціон комах.

## Загрози
Імовірно, немає серйозних загроз, окрім можливого руйнування місць проживання вапняку для видобутку. Єдина відома місцевість - природний заповідник Хуу Ліен.